# مارك شوارزر

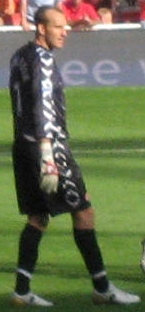
مارك شوارزر

مارك شوارزر، من مواليد 6 أكتوبر 1972 م، لاعب كرة قدم أسترالي، ويلعب كحارس مرمى، وينحدر شوارزر من أصول ألمانية، حيث هاجر والداه إلى أستراليا في الستينات من القرن الماضي.
بدأ شوارزر مسيرته الاحترافية في عام 1990 مع نادي ماركوني ستاليونز، ولعب معه حتى عام 1994 ، وقد شارك خلال تلك الفترة في 58 مباراة، وانتقل بعدها إلى نادي دينامو دريسدين لمدة موسم واحد ولعب فيه مباراتين فقط، وفي موسم 1996/1995 انتقل نادي كايزرسلاوترن الألماني ولعب معه 4 مباريات فقط، وفي موسم 1997/1996 انتقل إلى نادي برادفورد سيتي، وشارك معه في 13 مباراة، ومنذ عام 2013 وهو يلعب مع تشيلسي الإنجليزي.
و يلعب شوارزر مع منتخب أستراليا لكرة القدم منذ عام 1993، وقد شارك معه في كأس العالم لكرة القدم 2006.

## روابط خارجية
- مارك شوارزر على موقع الاتحاد الدولي (مؤرشف)  (الإنجليزية)
- مارك شوارزر على موقع قاعدة بيانات كرة القدم.إي يو (الإنجليزية)
- مارك شوارزر على موقع بيانات كرة القدم. دي إي (الألمانية)
- مارك شوارزر على موقع ليكيب (الفرنسية)
- مارك شوارزر على موقع ناشيونال فوتبول تيمز (الإنجليزية)
- مارك شوارزر على موقع Soccerbase.com (لاعب) (الإنجليزية)
- مارك شوارزر على موقع Soccerway.com (الإنجليزية)
- مارك شوارزر على موقع عالم كرة القدم.نت (الإنجليزية)
- مارك شوارزر على موقع كووورة
- مارك شوارزر على موقع AS.com (الإسبانية)